# 松下美奈子
松下 美奈子（まつした みなこ、本名同じ）は、日本の振付師。
世田谷ダンスネットワーク代表。  

## 略歴
東京都世田谷区出身。
昭和女子大学家政学部生活科学科卒業。
1985年より宮崎渥巳に師事し、ジャズダンスを学ぶ。
1990年よりLynn Simonson、David Storey、Fred Benjamin、Carol Dilley などの振付師より指導を受け、各スタイルを学び大きな影響を受ける。
1991年 木村俊樹プロデュース作品、大田達也監督映画『TVO 恋愛犯罪映画』や岩井俊二監督PVに振付師及びダンスリーダーとして参加（ex.サザンオールスターズ、平松愛理）。サザンオールスターズ・カウントダウンコンサート、東京音楽祭・オープニングなどに参加。
2000年には「Mina2 Dancing Team」を結成し、舞台・イベントなどで活動中。また、NHKエデュケーショナルイベント『ポコポッテイトがやってきた！（B Ver.）』や劇団（「ピープハット★プロデュース」・「乙女企画クロジ☆」・「マォーティーズ・インディアン」他）、各種イベントなどの振り付け・ステージング・構成なども手掛ける。
2022年 世田谷区制施行90周年記念区政功労表彰で「文化と芸術に関する功労」の表彰をされる。
現在、プロを目指す者の教室の他、（財）世田谷区スポーツ振興財団・府中市児童館事業連絡協議会など主催の一般向けの教室など多方面で後進の指導に努めている。その指導法には定評があり、3歳から86歳と幅広い年齢層の生徒達がプロ・アマ（趣味）問わず受講している。
ミュージカル『アニー』、劇団四季ミュージカル『サウンド・オブ・ミュージック』・『ライオンキング』、東宝ミュージカル『王様と私』・『モーツァルト』など、多方面で演劇活動をしている子供たちにも師事されている。
2013年より世田谷区文化団体連合会「世田谷ダンスネットワーク」の代表を務めており、年数回ダンスイベントをプロデュース。2023年11月「第24回 世田谷ダンスネットワーク公演」開催。
2015年より広告代理店や制作プロダクション等の依頼でPRイベントのクリエーターとして、ダンス系楽曲・振付・映像等の制作を監修。2022年11月、企業の50周年イベントにてダンスパフォーマンスのステージを監修。